# Cloreto de titânio (III)
Cloreto de titânio (III) é o composto inorgânico com a fórmula TiCl3.  Pelo menos quatro compostos distintos têm essa mesma fórmula, além disso, hidratos derivados dele também são conhecidos. TiCl3 é um dos haletos de titânio mais comuns e é um importante catalisador para a fabricação de poliolefinas.

## Propriedades eletrônicas
No TiCl3, cada átomo de Ti tem elétron no nível energético d, tornando seus derivados paramagnéticos, ou seja, um substância que é atraída em por um campo magnético.   O paramagnetismo contrasta com o diamagnetismo (a propriedade de ser repelido por um campo magnético) do tri-haletos de háfnio e zircônio.
Soluções de cloreto de titânio(III) são violeta, o que, segundo a teoria de campo de Ligand, se deve ao seus elétrons de órbita d.  A cor não é muito intensa dado a transição ser proibida pela regra de seleção de Lapporte.

## Estrutura
Quatro formas sólidas ou polimórficas de TiCl3 são conhecidas.  Todas apresentam o titânio em uma esfera de ordenação octaédrica.  Estes formulários podem ser distinguidas pela sua cristalografia, bem como por suas propriedades magnéticas. ß-TiCl3 cristaliza na forma de agulhas marrom.  Sua estrutura é composta de cadeias de octaedros de TiCl6 que compartilham as faces opostas de tal forma que a menor distância entre dois átomos de Ti é de 2,91 Å.  Esta curta distância indica fortes interações metal-metal.  As três formas violeta escamáveis, nomeado assim por sua cor e sua tendência a descamar, são chamados de alfa, gama e delta.  No α-TiCl3, os ânions de cloreto apresentam empacotamento hexagonal fechado.  No γ-TiCl3, os ânions de cloreto apresentam forma cúbica.  Finalmente, uma sucessão desordenada de camadas, cria uma estrutura intermediária entre a alfa e gama, conhecida como forma delta (δ).  O TiCl6 compartilha cada uma desta formas, porem com a menor distância entre os cátions de titânio na ordem de 3,60 Å.  Esta grande distância entre titânio cátions se opõem as ligação direta metal-metal.